# Luca Aerni
Luca Aerni (Châtel-Saint-Denis, 27 marzo 1993) è uno sciatore alpino svizzero specialista dello slalom speciale, campione del mondo nella combinata a Sankt Moritz 2017.

## Biografia

### Stagioni 2009-2013
Nato a Châtel-Saint-Denis, Luca Aerni ha fatto il suo esordio in gare FIS il 19 gennaio 2009 a Obersaxen in supergigante, classificandosi 117º, e in Coppa Europa il 16 novembre 2011 a Kirchberg in Tirol in slalom speciale, senza concludere la prima manche. Nel 2012 ha partecipato ai Mondiali juniores di Roccaraso, ottenendo la medaglia di bronzo nella gara a squadre, mentre la sua prima partecipazione a gare di Coppa del Mondo è avvenuta il 18 dicembre seguente nello slalom speciale tenutosi sul tracciato della 3-Tre di Madonna di Campiglio, nel quale Aerni non si è qualificato per la seconda manche.
Il 1º gennaio 2013 ha colto i suoi primi punti in Coppa del Mondo grazie al 9º posto nello slalom parallelo di Monaco di Baviera, mentre due giorni dopo ha conquistato la sua prima vittoria, nonché primo podio, in Coppa Europa, nello slalom speciale di Chamonix. Nella stessa stagione è stato presente ai Mondiali juniores del Québec, vincendo la medaglia d'argento nella gara a squadre.

### Stagioni 2014-2025
All'esordio olimpico, Soči 2014, non ha concluso lo slalom speciale; in seguito ai Mondiali juniores di Jasná 2014 ha vinto la medaglia d'argento sia nello slalom speciale, sia nella gara a squadre. Anche ai Mondiali di Vail/Beaver Creek 2015, sua prima presenza iridata, non ha terminato la prova di slalom speciale.
Due anni dopo ai Mondiali di Sankt Moritz 2017 ha vinto la medaglia d'oro nella combinata e si è classificato 19º nello slalom speciale. Il 22 dicembre 2017 ha colto a Madonna di Campiglio, nello slalom speciale sul Canalone Miramonti, il suo primo podio in Coppa del Mondo (2º). Ai XXIII Giochi olimpici invernali di Pyeongchang 2018 ha vinto la medaglia d'oro nella gara a squadre, si è classificato 19° nello slalom gigante e 11º nella combinata e non ha completato lo slalom speciale; l'anno dopo ai Mondiali di Åre 2019 è stato 8º nella combinata, mentre a quelli di Cortina d'Ampezzo 2021 non ha completato slalom speciale e combinata. L'anno dopo ai XXIV Giochi olimpici invernali di Pechino 2022 si è classificato 14º nello slalom speciale e non ha completato la combinata; ai Mondiali di Saalbach-Hinterglemm 2025 ha vinto la medaglia d'argento nella gara a squadre e non ha completato lo slalom gigante.

## Palmarès

### Olimpiadi
- 1 medaglia:
  - 1 oro (gara a squadre a Pyeongchang 2018)

### Mondiali
- 2 medaglie:
  - 1 oro (combinata a Sankt Moritz 2017)
  - 1 argento (gara a squadre a Saalbach-Hinterglemm 2025)

### Mondiali juniores
- 4 medaglie:
  - 3 argenti (gara a squadre a Québec 2013; slalom speciale, gara a squadre a Jasná 2014)
  - 1 bronzo (gara a squadre a Roccaraso 2012)

### Coppa del Mondo
- Miglior piazzamento in classifica generale: 25º nel 2018
- 1 podio:
  - 1 secondo posto

#### Coppa del Mondo - gare a squadre
- 1 podio:
  - 1 vittoria

### Coppa Europa
- Miglior piazzamento in classifica generale: 19º nel 2013
- 6 podi:
  - 1 vittoria
  - 1 secondo posto
  - 4 terzi posti

#### Coppa Europa - vittorie
| Data           | Località | Paese   | Specialità |
| -------------- | -------- | ------- | ---------- |
| 3 gennaio 2013 | Chamonix | Francia | SL         |

Legenda:

SL = slalom speciale

### South American Cup
- Miglior piazzamento in classifica generale: 38º nel 2024 e nel 2025
- 2 podi:
  - 2 terzi posti

### Campionati svizzeri
- 7 medaglie[2]:
  - 5 ori (supercombinata nel 2012; slalom speciale nel 2015; slalom speciale, combinata nel 2017; combinata nel 2022)
  - 1 argento (slalom speciale nel 2013)
  - 1 bronzo (slalom speciale nel 2019)